# Mars 1962A
Mars 1962A (identificata in cirillico come Марс 1962А nota anche come Mars 2MV-4 No.1 e Sputnik 22), è stata una missione spaziale sovietica destinata all'esplorazione di Marte lanciata il 24 ottobre 1962.

## Storia
La sonda pesava 893,5 kg e fu lanciata con un razzo vettore Molniya. Il complesso formato dalla sonda e dall'ultimo stadio del razzo entrò regolarmente in orbita attorno alla Terra, ma l'accensione per immetterlo sulla traiettoria verso Marte fallì a causa di un'avaria dovuta alla rottura del complesso o all'esplosione del razzo. La sonda si ruppe in molti pezzi che restarono in orbita per pochi giorni. L'incidente accadde durante la crisi dei missili di Cuba. I resti della sonda che rientrarono nell'atmosfera terrestre furono rilevati dai radar del sistema statunitense di sorveglianza missilistica, lU.S. Ballistic Missile Early Warning System, che inizialmente ebbe il dubbio di un attacco nucleare sovietico con missili ICBM. Inizialmente questa sonda fu provvisoriamente denominata Sputnik 29 dallU.S. Naval Space Command Satellite Situation Summary, che seguiva i lanci dei satelliti sovietici per conto del governo degli USA.